# División de Peshawar
La división de Peshawar (en urdu : پشاور ڈویژن) es una subdivisión administrativa del centro de la provincia de Jaiber Pastunjuá en Pakistán. Cuenta con 7,4 millones de habitantes en 2017, y su capital es Peshawar.
Como todas las divisiones pakistaníes, fue derogada en 2000 y luego restablecida en 2008.
La división reagrupa los distritos siguientes:
- Charsadda
- Nowshera
- Peshawar